# CSS-2
Die CSS-2 ist eine landgestützte ballistische Mittelstreckenrakete der Volksrepublik China. Bei den chinesischen Streitkräften trägt die Rakete die Bezeichnung DF-3 oder Dongfeng 3.

## Entwicklung

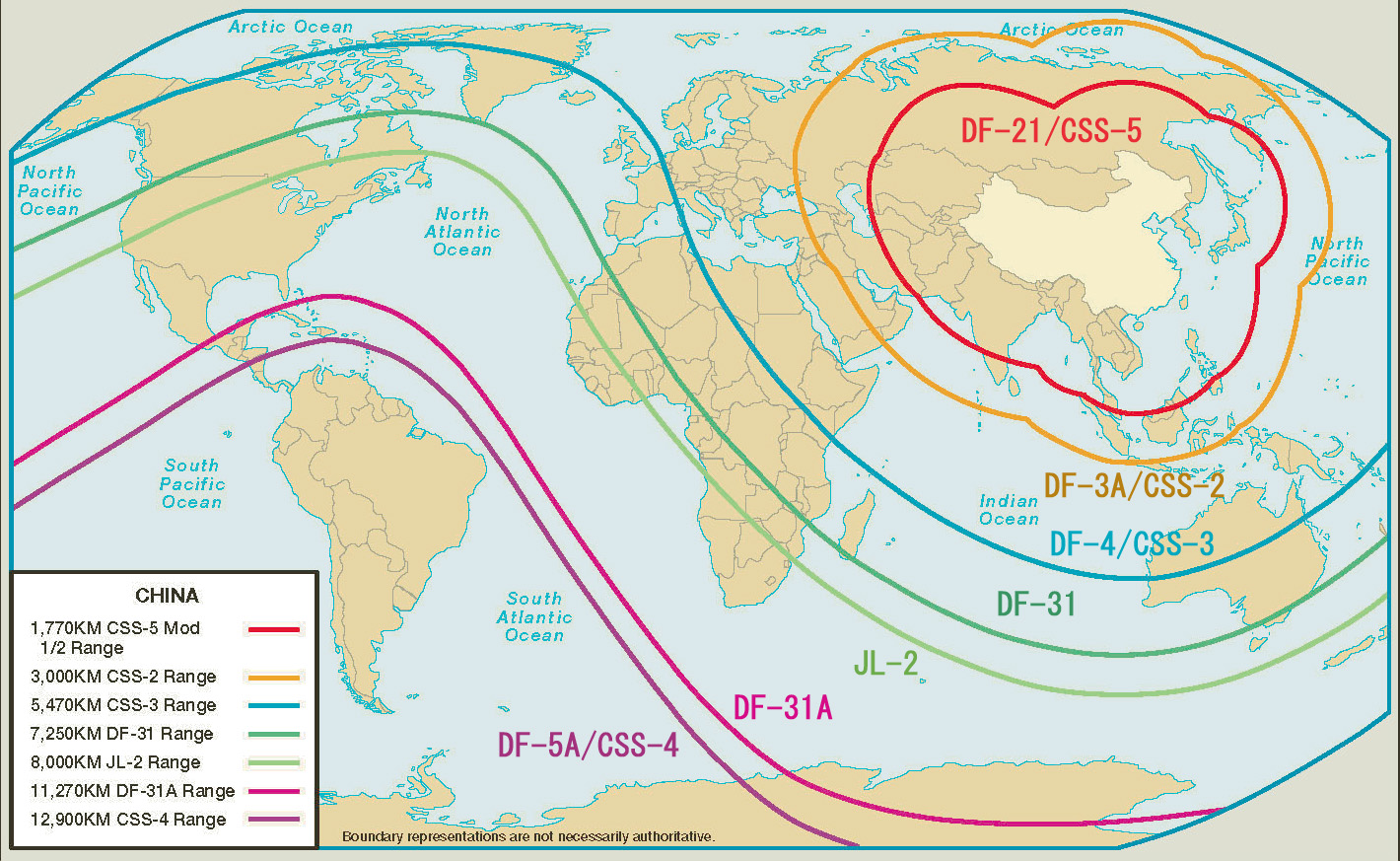
Reichweite von chinesischen Raketen

Die Entwicklung der CSS-2 begann Mitte der 1960er Jahre. Die CSS-2 war die erste ballistische Rakete der Volksrepublik China, welche ohne die Unterstützung durch die Sowjetunion entstand. Teststarts und Flugversuche wurden zwischen 1966 und 1968 durchgeführt. Im Jahr 1970 wurden die ersten Raketen der Volksbefreiungsarmee übergeben.
Die verbesserte Ausführung „CSS-2A“ wurde im Jahre 1987 eingeführt. Diese Version verfügt über ein modifiziertes Lenksystem und erreicht eine Treffergenauigkeit (CEP) von rund 1.000 m. Ebenso konnte die Reichweite auf 2.800 km vergrößert werden.
Die Volksbefreiungsarmee beschaffte 90 bis 100 Systeme. In den 1980er Jahren wurden 30–40 Systeme auf den Stand der CSS-2A nachgerüstet.
Im Jahr 1987 beschaffte Saudi-Arabien unter Umgehung des Raketentechnologie-Kontrollregime rund 60 CSS-2A sowie 15 zugehörige Transport- und Startfahrzeuge.

## Technik
Das gesamte System ist transportfähig und auf Straßen transportierbar. Die Raketen sowie sämtliche Komponenten sind auf Anhängerzügen untergebracht. Für die Startvorbereitungen und das Erstellen der Feuerbereitschaft werden 120–150 Minuten benötigt.
Beide Versionen sind einstufige Flüssigtreibstoff-Raketen. Als Treibstoff verwendet die CSS-2 die lagerfähigen Flüssigtreibstoffe 1,1-Dimethylhydrazin und Distickstofftetroxid. Die Steuerung der CSS-2 erfolgt mittels einer Trägheitsnavigationsplattform. Es wird eine Präzision (CEP) von 1.000–2.000 m (je nach Version) erreicht.
Infolge der relativ schlechten Treffergenauigkeit kann die CSS-2 nur gegen sog. „weiche Ziele“ wie Bevölkerungszentren, Industriekomplexe, Hafenanlagen und Eisenbahnknotenpunkte eingesetzt werden. US- und NATO-Experten schätzen die CSS-2 als eine wenig effektive Zweitschlagswaffe ein.

## Status
Die CSS-2 gilt mittlerweile als technisch veraltet. Bei der Volksbefreiungsarmee werden die 15 bis 20 CSS-2-Raketen zurzeit ausgesondert und durch die DF-21 und DF-25 ersetzt. Über den Status der saudi-arabischen Systeme sind keine Details bekannt.